# Campo (Einheit)
Der Campo war ein italienisches Flächen- und Feldmaß und hatte die Bedeutung von Acker.
- Vicenza  und Padua: 1 Campo (Campo Paduvano) = 840 Cavezzi quadrati = 38,626 Ar[1]
- Verona: 1 Campo = 24 Vaneze = 720 Tavola (Cavezzi quadrati) = 30,4795 Ar, entsprach der neuen lombardischen Tavola
- Treviso: 1 Campo = 1250 Tavola = 52,0469 Ar[2]